# Ctenitis vilis
Ctenitis vilis är en träjonväxtart som först beskrevs av Kze., och fick sitt nu gällande namn av Ren-Chang Ching. Ctenitis vilis ingår i släktet Ctenitis och familjen Dryopteridaceae. Inga underarter finns listade.

## Bildgalleri

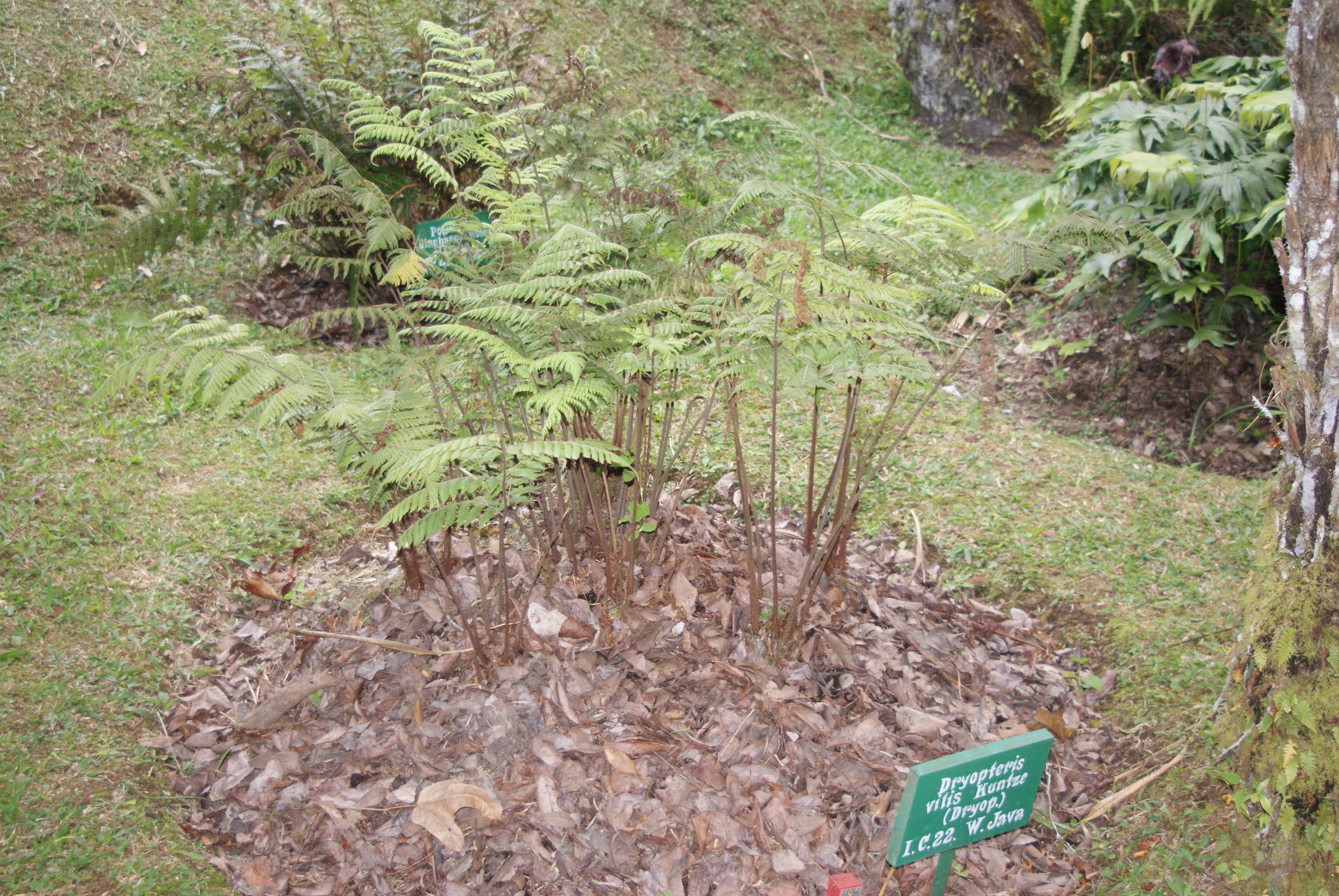